# Distretto di Sumy
Il distretto di Sumy (in ucraino Сумський район?) è un distretto nell'oblast' di Sumy, in Ucraina. Il suo centro amministrativo è la città di Sumy. Ha una popolazione di 434 316 abitanti.
Il 18 luglio 2020, come parte della riforma amministrativa dell'Ucraina, il numero di distretti dell'oblast di Sumy è stato ridotto a cinque e l'area del distretto di Sumyè stata notevolmente ampliata.